# Gebirgswühlmäuse
Die Gebirgswühlmäuse (Alticola) sind eine Gattung von Wühlmäusen, die zu den häufigsten und wichtigsten Nagetieren asiatischer Gebirgsketten gehören. Sie besetzen die gleichen ökologischen Nischen wie die europäische Schneemaus (Microtus nivalis), sind aber nicht näher mit dieser verwandt.
Diese Wühlmäuse haben eine Kopfrumpflänge von 8 bis 14 cm, hinzu kommen 2 bis 5 cm Schwanz. Das Fell ist oberseits grau oder braun und unterseits weiß gefärbt. Sie bewohnen Höhenlagen zwischen 900 und 5700 m und gehören damit zu den am höchsten lebenden Säugetieren. 
In Anpassung an die Lebensweise in engen Felsspalten ist der Schädel der Flachkopf-Wühlmaus deutlich abgeplattet. Sie ist von allen Arten am häufigsten und am weitesten verbreitet. In den zentralasiatischen Gebirgen wie dem Altai lebt sie sowohl in den vegetationslosen Höhen oberhalb der Baumgrenze als auch in den tiefer gelegenen Lärchenwäldern.
Alle Gebirgswühlmäuse tauschen zum Herbst hin das dünne Sommerfell durch einen dichten Winterpelz aus. Dieser Fellwechsel setzt bei der Flachkopf-Wühlmaus bereits Mitte August ein.

## Systematik
Für gewöhnlich werden die Gebirgswühlmäuse in die folgenden drei Untergattungen und 13 Arten unterteilt:
- Untergattung Alticola
  - Weißschwanz-Gebirgswühlmaus, Alticola albicauda, Kaschmir
  - Silberne Gebirgswühlmaus oder Silberfell-Gebirgswühlmaus, Alticola argentatus, Zentralasien
  - Gobi-Altai-Gebirgswühlmaus, Alticola barakshin, Mongolei, Tuwa
  - Zentralkaschmir-Wühlmaus oder Kashmir-Gebirgswühlmaus, Alticola montosa, Kaschmir
  - Olchon-Gebirgswühlmaus, Alticola olchonensis, Baikalsee-Region
  - Royle-Gebirgswühlmaus, Alticola roylei, indischer Himalaya
  - Mongolische Silberwühlmaus, Alticola semicanus, Mongolei
  - Stoliczka-Gebirgswühlmaus, Alticola stoliczkanus, Xinjiang, Tibet
  - Tuwa-Silberwühlmaus, Alticola tuvinicus, westl. Mongolei, Südzentral-Sibirien
- Untergattung Platycranius
  - Flachkopf-Gebirgswühlmaus, Alticola strelzowi, Zentralasien
- Untergattung Aschizomys
  - Alticola fetisovi, Baikalsee-Region
  - Lemming-Gebirgswühlmaus, Alticola lemminus, nordöstl. Sibirien
  - Großohr-Gebirgswühlmaus, Alticola macrotis, Sibirien, Mongolei, Kasachstan und nordwestliches China

Die Untergattung Aschizomys wurde auch als selbständige Gattung oder als Untergattung der Rötelmäuse behandelt. Andere Lehrmeinungen gehen davon aus, dass auch die Japanischen Rötelmäuse (Phaulomys) als Untergattung der Gebirgswühlmäuse einzustufen sind.